# Ammosaurus
Ammosaurus ist eine basale (ursprüngliche) Gattung der sauropodomorphen Dinosaurier. Sie lebte im Unterjura Nordamerikas und ist von vier unvollständigen, schädellosen Skeletten bekannt, die in Connecticut aus den Schichten der Portland-Formation (Newark-Supergruppe) geborgen wurden. Weiteres, möglicherweise zu dieser Gattung gehörendes Material stammt aus Nova Scotia und Arizona, obwohl das Arizona-Material auch zu Massospondylus gehören könnte. Verschiedene aktuelle Studien kommen zu dem Ergebnis, dass Ammosaurus identisch mit Anchisaurus ist; der Name Ammosaurus wäre in diesem Fall ungültig.
Die einzige gültige Art ist Ammosaurus major. Der Name Ammosaurus bedeutet so viel wie „Sandechse“ (gr. ammos – „Sand“, sauros – „Echse“).

## Merkmale
Ammosaurus war ein kleiner Vertreter der Sauropodomorpha; so lässt das Holotyp-Skelett auf ein Tier schließen, das zwischen 1,8 und 2,4 Meter lang gewesen war. Galton und Upchurch (2004) geben drei Merkmale an, welche Ammosaurus von Anchisaurus abgrenzen sollen. Yates (2010) kommt jedoch zu dem Ergebnis, dass zwei Merkmale an den Beckenknochen Artefakte schlechter Erhaltung gewesen sein könnten und damit nicht für die Systematik verwendbar sind, während das dritte Merkmal, die verhältnismäßig kleine Halluxkralle von Anchisaurus, zu geringfügig für eine Trennung beider Gattungen ist. Folglich beschreibt Yates Ammosaurus als ein Synonym von Anchisaurus.

## Systematik
Zusammen mit Anchisaurus bildet Ammosaurus die Familie Anchisauridae. Diese Formen zählen zu den klassischen Prosauropoden, eine Gruppe, die heute jedoch als ungültig (da paraphyletisch) betrachtet und kaum noch verwendet wird.

## Forschungsgeschichte
Das erste gefundene Skelett (Holotyp, Exemplarnummer YPM 208) wurde 1884 von dem berühmten Paläontologen Othniel Charles Marsh im Tal des Connecticut River in der Nähe von Manchester ausgegraben. Obwohl dieses Skelett scheinbar vollständig erhalten war, barg Marsh lediglich den hinteren Abschnitt des Skeletts, bestehend aus drei präsakralen Wirbeln, dem Sacrum (Kreuzbein), dem Becken sowie beiden Hinterbeinen. Anfangs beschrieb Marsh diesen Fund als neue Art von Anchisaurus (Marsh 1889); zwei Jahre später stellte er die neue Gattung Ammosaurus auf.
Marsh schrieb Ammosaurus den Coelurosauria zu, einer Gruppe innerhalb der Theropoden. Friedrich von Huene (1914) stellte eine neue Familie auf, die Ammosauridae, die er für die primitivste Gruppe der Coelurosaurier hielt. Erst eine Neuuntersuchung der Gattung durch Galton (1971) konnte zeigen, dass Ammosaurus kein Theropode war, sondern vielmehr ein Prosauropode. Er ordnete diese Gattung zuerst innerhalb der Anchisauridae ein; in einer späteren Veröffentlichung (Galton, 1990) schrieb er sie jedoch der Plateosauridae zu.
Marsh beschrieb eine zweite Art, Ammosaurus solus, auf Basis von Becken- und Fußknochen, die im gleichen Steinbruch gefunden wurden, aus dem das Holotyp-Exemplar stammt. Heute gilt diese Art jedoch als identisch mit Ammosaurus major.